# Hornblendite

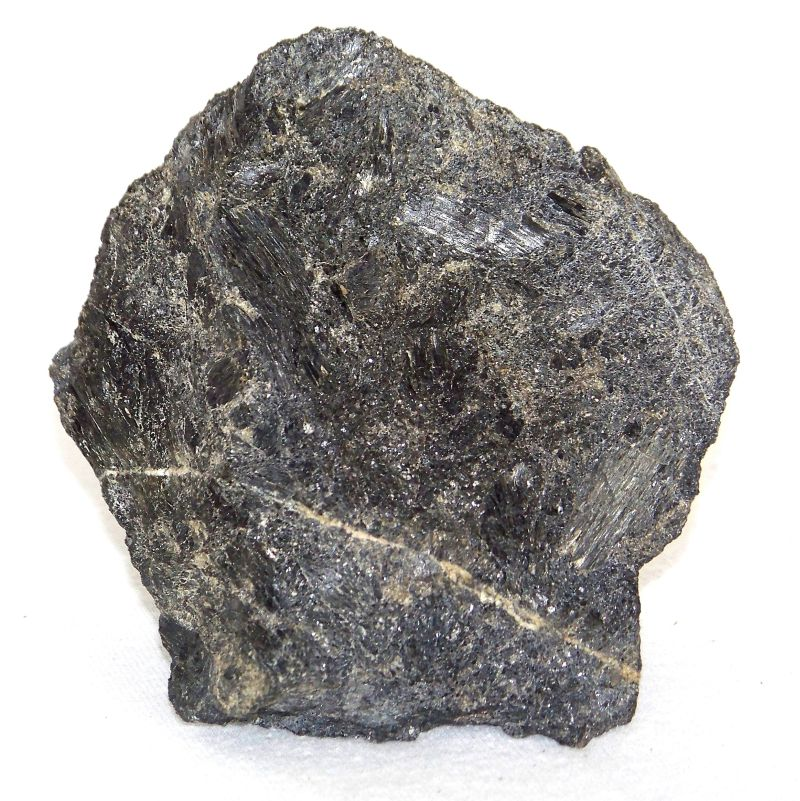
Hornblendite de Silésie, datée de 1.2 milliard d'années.

La hornblendite est une roche plutonique principalement composée d'une variété d'amphibole, la hornblende, d'où lui provient son nom. Les roches ultramafiques riches en hornblende sont rares. Lorsque la hornblende est la phase minérale dominante d'une roche, celle-ci est classée comme hornblendite, et peut être qualifiée par le deuxième minéral le plus abondant comme le grenat hornblendite.
Les roches métamorphiques composées majoritairement d'amphiboles sont en général connues comme amphibolites. Dans la région de Lamballe, elles sont connues sous le nom impropre de « tuffeau vert », « interprété comme une méta-hornblendite avec développement exacerbé d'épidote formée aux dépens du feldspath et surtout de la hornblende. Selon cette manière de voir, son aspect pseudo-bréchique s’interprète de la manière suivante : les éléments « bréchiques » – qui vont de moins d’un centimètre à plusieurs centimètres – sont les parties encore intactes de la hornblendite, le « ciment » étant une cristallisation tardive d’épidote, parfois à structure fibro-radiée. La roche peut être rattachée provisoirement à la famille gabbroïque ».

## Source
- Blatt, Harvey et Robert J. Tracy (1996) Petrology, Freeman, p. 72,  (ISBN 0-7167-2438-3)

- (en) Cet article est partiellement ou en totalité issu de l’article de Wikipédia en anglais intitulé « Hornblendite » (voir la liste des auteurs).